# Okeechobee
Okeechobee es una ciudad ubicada en el condado de Okeechobee en el estado estadounidense de Florida. En el Censo de 2010 tenía una población de 5.621 habitantes y una densidad poblacional de 521,7 personas por km².

## Geografía
Okeechobee se encuentra ubicada en las coordenadas 27°14′30″N 80°49′46″O / 27.24167, -80.82944. Según la Oficina del Censo de los Estados Unidos, Okeechobee tiene una superficie total de 10.77 km², de la cual 10.54 km² corresponden a tierra firme y (2.19%) 0.24 km² es agua., se ubica en la costa extrema septentrional del lago Okeechobee (o en español Oquichubi) del cual la ciudad recibe el nombre.

## Demografía
Según el censo de 2010, había 5.621 personas residiendo en Okeechobee. La densidad de población era de 521,7 hab./km². De los 5.621 habitantes, Okeechobee estaba compuesto por el 75.48% blancos, el 9.07% eran afroamericanos, el 1.48% eran amerindios, el 0.84% eran asiáticos, el 0.09% eran isleños del Pacífico, el 10.75% eran de otras razas y el 2.29% pertenecían a dos o más razas. Del total de la población el 25.23% eran hispanos o latinos de cualquier raza.